# Quentin Luke
William Richard Quentin Luke (1952) es un botánico neerlandés que ha trabajado extensamente en la flora de Kenia.
Desde 1975, es botánico activo en África; es Investigador Asociado de los Museos Nacionales de Kenia y actualmente es Conservacionista de África Oriental del Fairchild Tropical Botanic Garden, de Miami. También es autoridad del África Oriental Redlisting y miembro suplente para África en el Comité de Flora de la CITES, con sede en Nairobi.

## Algunas publicaciones
- henk Beentje, w.r. quentin Luke. 2002. Hydnoraceae. Ed. Balkema, 7 pp. ISBN 90-5809-408-1

### Libros
- henk Beentje, joy Adamson, dhan Bhanderi. 1994. Kenya trees, shrubs, and lianas. Ed. National Museums of Kenya. 722 pp. ISBN 9966-9861-0-3
- r.s. Copeland, r.a. Wharton, q. Luke, m. De Meyer. 2002. Indigenous hosts of Ceratitis capitata (Diptera : Tephritidae) in Kenya. Ann. Entomol. Soc. Amer. 95: 672-694
- 2004. Rapid assessment of terrestial plant diversity of Mnazi Bay Ruvuma Estuary Marine Park, Tanzania. Ed. IUCN. 21 pp.
- 2005. Annotated checklist of the plants of the Shimba Hills, Kwale District, Kenya. Ed. East Africa Natural History Soc. 120 pp.

## Honores
- Miembro de la Sociedad Linneana de Londres

### Epónimos
- (Commelinaceae) Commelina lukei Faden[2]
- (Leguminosae) Cynometra lukei Beentje[3]
- (Rubiaceae) Keetia lukei Bridson[4]
- (Sterculiaceae) Cola lukei Cheek[5]

- La abreviatura «Q.Luke» se emplea para indicar a Quentin Luke como autoridad en la descripción y clasificación científica de los vegetales.[6]